# 彩雲國物語用語列表
「彩雲國物語之用語」是指在彩雲國物語的小說、動畫中登場之用語列舉的詳細解釋。

## 舞
- 彩雲國 （さいうんこく）
虛構的國家。故事的舞台是以紫州（王都）與周圍七州（藍州、紅州、碧州、黃州、白州、黑州、茶州）構築而成。王都在貴陽。

### 州、地

#### 紫州（ししゅう）
- 貴陽（きよう）
故事的核心城市，為紫州首都，同時也是王都所在之地。
有彩七區。
邵可的府邸在紅南區，葉棕庚的府邸在紅東區，黃奇人的府邸在黃東區。
傳說有彩八仙守護的聖域。在這裡使用法術可能會有生命危險。
名稱來自中國貴州省首府貴陽，但彩雲國皇宮則是模仿紫禁城的樣式設計。
- 彩七區（さいななく）
貴陽的彩七家之別宅所在地區。
- 松濤河（しょうとうか）
在貴陽中流動的河川。
排水是貴陽的一個名勝。
由於水閘之故，會根據時間而增減水量。
- 西施橋（せいしきょう）
架設在松濤河上的橋。
蘇芳曾在橋桁(或稱橋墩)之處被橋下的松濤河排水時給沖走。
- 龍山（りゅうざん）
柳晉遇難（雪難）的山。
野菜、藥草豐富。
有秀麗的母親的墳墓。
- 砂恭（さきょう）
秀麗和影月到茶州就任的時候初次去的城市。
處於接近茶州的位置，紫州的最後一個城市。
- 崔里（さいり）
紫州和茶州之間的城市，設有關隘。

#### 茶州（さしゅう）
沒有特別講究、專研的產業，而且在經濟的發展也比其他州落後、遲緩。名產是甘露茶。州花，月彩花。相鄰紫州、黑州。
- 絽茜（ろせん）
砂恭和金華之間的城鎮。
- 金華 （きんか）
金華州府所在的茶州第二之都（有「商業之都」之稱）。
從紫州到琥璉的必經之地，進入琥璉的前一城鎮。
商業繁榮茂盛。
- 琥璉（これん）
茶州州都，有州城。
- 琥山（こざん）
為茶州禿鷹的二人取藥草時探訪的山。
茶州禿鷹二人被錯認為猴子的妖怪之事的地方。
朝陽的名勝之地。
- 峯盧山（ほうろさん）
茶州禿鷹，翔琳、曜春住在山頂附近。
茶州事件時藏匿春姬之處。
國內屈指可數的險峻之山。
- 千里山脈（せんりさんみゃく）
在茶州與黑州之間的山脈，因相傳有仙人居住而被認為無法超越過的山。（至今曾跨越過此山的只有開國國王蒼玄。）
茶州一側有石榮村，黑州一側有西華村。
- 虎林（こりん）
虎林郡府所在之處，石榮村也包含於那裡的管轄。
- 石榮村（せきえいむら）
成為怪病事件與邪仙教事件的中心的村莊。
有生產作為硯台的原料的榮山石。
榮山蘊含有豐富的黔礦石。詳細請參照黔礦石。
- 九桑村（くそうむら）
怪病患者為求診而離開的一個村子。
- 柳西邑（りゅうさいむら）
茶冒從事惡行的一個村子。
- 戀涙洞（れんるいどう）
為克洵消沉時使用的地方。
有地底湖。
由於克洵在此處哭泣但卻未被發現身影，而被誤認為是幽靈的哭泣聲。

#### 黑州（こくしゅう）
- 遠游（えんゆう）
黑州州都，有州城。
- 千里山脈（せんりさんみゃく）
在茶州與黑州之間的山脈，因相傳有仙人居住而被認為無法超越過山。
茶州一側有石榮村，黑州一側有西華村。
品質優良的木材集中於黑州的一側。
- 西華村（せいかむら）
影月出生的村子。
村民全體罹患怪病，除了影月和華真外，全部滅亡。

#### 白州（はくしゅう）
- 歸山（きざん）
製作茅炎白酒的地方。

#### 藍州（らんしゅう）
別名「水之都」，海與水的土地。州牧為姜文仲，宗主為藍雪那(三胞胎)。鹽的產地，特產為「醃漬的藍鴨蛋」、「猴頭菇」。
- 玉龍（ぎょくりゅう）
藍州州都，設有州城。
- 湖海城（こかいじょう）
藍本家的居城。表面上為藍家的本邸所在，但本邸實際位於龍眠山。
- 龍牙鹽湖（りゅうがえんこ）
品質優良的鹽的產地。
- 九彩江（きゅうさいこう） 
湖中有不同的顏色。縹家指定的神域，擁有國王和州府也不能干涉的治外法權。熊貓的棲息地，也產藍鴨和猴頭菇。歷代以來許多進入此地的王族不是失蹤就是發狂的人不計其數。一般人因進入此地常失蹤而讓此地變成自殺勝地。創作的原型為中國四川省的九寨溝。

龍眠山(りゅうみんざん)
藍家實際本邸的所在。藍家宗主通常會在夏季待在此地。山頂上終年積雪。
寶鏡山(ほうきょうさん)
在龍眠山隔壁，山裡有縹家的神社。有「只有真正的國王才能抵達位於寶鏡山上的縹家神社」的傳說。名稱來自封印妖魔鬼怪的寶鏡。
蒼湖(そうこ)
九彩江的湖泊之一。為108個湖泊中，海拔最高的湖泊。
彩八仙之池(さいはっせんのいけ)
九彩江的湖泊之一。為九彩江的謎團之一，在所有湖泊中唯一在冬季不會結凍，即使遇到乾旱也不會乾枯，但司馬迅說是因為底下有溫泉。
- 臥龍山脈(がりゅうさんみゃく)
由十二座雪山構成，包圍著九彩江。人跡未至的高山。

#### 紅州（こうしゅう）
貴陽大部分農作物的產地，煤炭的產量是彩雲國第一。氣候溫暖。州牧為劉志美，前任宗主為紅黎深，現任宗主為紅紹可。
- 梧桐（ごどう）
紅州的州都。
- 紅山（こうざん）
和九彩江並稱的美景，彩雲國第一名山。擁有紅山四絕，被稱之為絕景中的至寶，四絕分別為奇松、怪石、雲海、溫泉。姬家的隱居地。猴子的棲息地。被以「五岳歸來不看山，紅山歸來不看五岳」這句詩句讚之。創作的原型為中國安徽省的黃山。

#### 黃州（こうしゅう）
北方三州之一，全商聯的發祥地。

#### 碧州
碧家祠堂供奉有神器"羿之神弓"(暫譯)。
有雕刻在懸崖峭壁上的引人嘆服的摩崖造像,巨大的岩壁上，浮現般雕鑿著雙龍與鳳凰、麒麟等祥瑞神獸還有神仙。

#### 東之諸島（ひがしのしょとう）
稻草人和超級醃梅子等，有關霄太師的「謊言」的言論都出自於此。（編註：台譯ひがしのしょとう為東海諸島。）

### 宮城
- 後宮（こうきゅう）
國王的妃子們居住之處。
到目前為止只有秀麗與十三姬入住過。
  - 桃仙宮（とうせんぐう）
此處幾乎算是遠離後宮的一個存在。
佇立在如鏡般的桃遊池的邊緣。
被稱為桃仙亭的四阿（あずまや）向池面突出，並且春天時有桃林那飛來的桃之花瓣落於池上，是宮中隱藏的名勝。（四阿：為了庭園而設置，欣賞風景和休息的小型的建築物。）
- 外廷（がいちょう）
官吏進行政務之事。
  - 府庫（ふこ）
圖書室。
為秘書省的管轄。
邵可是府庫之主。（負責管理府庫）
劉輝每天都會來此露個面，並喝杯邵可的父茶後便離去。
有休息室。（小型的）
  - 寶物庫（ほうもつこ）
為戶部的管轄。
鑰匙是由已故的鑰匙名師製作而成，因製法十分精密，加上名師尚未來得及傳授製法便已逝世，至今仍無法複製出另一同款鑰匙。
曾發生被茶州禿鷹偷了這把寶物庫鑰匙之事。
  - 政事堂（せいじどう）
舉行宰相會議之處。
  - 宣政殿（せんせいでん）
王和群臣謁見的地方。
在正月時十分熱鬧。（為新年朝賀之處）
  - 奉天殿（ほうてんでん）
正式的儀式全部都在這裡舉行。
  - 冗官室（じょうかんしつ）
給予冗官們的一室。
淫書隨性散亂的亂七八糟，但之後在秀麗的指示下被整理乾淨了。
  - 庖厨(廚房)所（りょうりどころ）
每天幫官吏把飯菜裝在盒內外送。
主掌是尚食官長。
- 仙洞宮（せんとうきゅう）
蒼玄為彩八仙建造的宮殿。
仙洞省的管轄。
門扉未上鎖卻無法開啟，也沒有鑰匙插在裡面。
- 蒼明宮（せんめいきゅう）
國家的最高機關。
- 牢城（ろうじょう）
在紫府的角落。

## 門第

### 紫家（しけ）
王家。
舊姓「蒼」。蒼玄王的後裔一族。
現在只有劉輝。（但存在沒有冠上紫姓卻有蒼玄王血統者，如靜蘭、百合）
不論在任何情況下（例如造反，正常情況要誅九族），都被准許保有直系血統的門第。

### 彩七家（さいななけ）
七家為──藍家、紅家、碧家、黃家、白家、黑家、茶家。
連同王室的姓──紫，被稱彩八家。
彩雲國領土劃分成紅州、黃州、碧州、藍州、紫州、黑州、白州、茶州共八州。約600年前，當時的國王命令各州豪族以這八色為姓（如藍州侯改為藍氏，紅州侯改為紅氏，如此類推），並禁止平民與這八侯同姓，所以擁有這八色姓氏的人便意味著是貴族中的貴族。另外，由於首都所在的紫州侯兼任為王，因此從此紫氏便成為代表王族的姓氏。
對政治財務雙方都有很大的影響力，特別是居首的紅藍兩家已成不可或缺的空氣般，各自擁有能讓首都機能半數癱瘓那樣的力量。
在小說十四集中，紅家和蓝家都已向劉輝宣示忠誠。

#### 藍家（らんけ）
彩七家之首。
現任宗主是楸瑛、龍蓮的三胞胎兄長，由藍雪那三人分享最高權力，與黎深同時期成為宗主。
統治地為水之州‧藍州，且鹽是著名的特產。
相當擅長藝術，僅次於碧家之後。
現在藍姓官吏一個人也沒有。
家徽是「雙龍蓮泉」。
不論在任何情況下（例如造反，正常情況要誅九族），都被准許保有直系血統的門第。
在藍家被給予「龍蓮」之名，意謂天才，通常此人都會當上藍家宗主。但是也有罕見的「雙龍時代」，現在除了龍蓮之外，藍雪那三胞胎中也隱藏了另一條龍。
藍家首都名為玉龍，但藍家宗主基本上都居住於位於九彩江的別院。

#### 紅家（こうけ）
彩七家之一。
與藍家實力相當。
現任宗主是邵可。前任宗主是黎深，經常是由玖琅代理宗主之事。
髮色的特徵是黑髮。（百合的髮色似乎比較接近紫家的特徵）
掌握了全國稻米等糧食作物的生命線。
相當注重血統，只有有紅家血統才能深入紅家的重要之事，同時特別尊敬直系血親。
紅家男人聰明卻衝動，一旦下定決心就會堅持到底，就算是自己人也能隱瞞。紅家女人卻是理智優先於感情，所以有不少紅家女人在政治表現很優秀。
統治地為紅州，且橘子是著名的特產。
家徽是「桐竹鳳麟」。
不論在任何情況下（例如造反，正常情況要誅九族），都被准許保有直系血統的門第。
在小說十四集，由邵可接任紅家宗主，並向劉輝宣示忠誠。

#### 碧家（へきけ）
彩七家之一。
現任宗主不明，但從歌梨、珀明姊弟是直系被認為歌梨成為宗主候選人。
文武雙全、十八般武藝皆擅長的一族。
統治地為碧州。
家徽未出現。
不論在任何情況下（例如造反，正常情況要誅九族），都被准許保有直系血統的門第。

#### 黄家（こうけ）
彩七家之一。
現任宗主、詳情皆不明。
統治地為黃州。
被稱為「戰爭商人」，一旦發生戰爭便會從中得益。
家徽是「鴛鴦彩花」。
不論在任何情況下（例如造反，正常情況要誅九族），都被准許保有直系血統的門第。

#### 白家（はくけ）
彩七家之一。
現任宗主不明。
擅長武術以及武藝的一族。
統治地為白州，且茅炎白酒是著名的特產。
家徽未出現。
不論在任何情況下（例如造反，正常情況要誅九族），都被准許保有直系血統的門第。

#### 黑家（こくけ）
彩七家之一。
現任宗主不明。
擅長武術以及武藝的一族。
統治地為黑州，且黑芋羊羹是著名的特產。
家徽未出現。
不論在任何情況下（例如造反，正常情況要誅九族），都被准許保有直系血統的門第。

#### 茶家（さけ）
在彩七家中敬陪末座。
現任宗主是克洵，已向劉輝宣示忠誠。
無論對哪個領域來說都無法發展，且由於長年專制統治、作出宛如盜賊般的事而使得茶州本地風氣保守封閉。自卑感很強。
根據秀麗、影月的提案完成的學舍，在克洵成為現任宗主後熱心助理下，日後成為研究學問的大城，因而成為彩雲國的文化、技術發展的一大助力。
統治地為茶州，且甘露茶是著名的特產。
家徽是「孔雀繚亂」。
不論在任何情況下（例如造反，正常情況要誅九族），都被准許保有直系血統的門第。

### 縹家（ひょうけ）
地位僅次於王族和彩七家的名門世家。擅長暗殺和擁有異能的一族。母系家族。
擁有（大部分的情況下是只有身為處女才可擁有）特異能力（預知、催眠術(暗示)、千里眼等）的神祇血脈一族。
負責處理王位和後宮問題，朝廷內的仙洞省即為縹家的代理。
家族存的的意義在於「幫助弱者」。
知識淵博。為了關鍵時刻都能被王任命到各種的位置，原則上不涉政事但卻非常了解政治。
歷史上存在支持國王的光明時代和干涉政治的黑暗時代。長達百年以上的「暗黑的大業年間」即是縹家在背後操控。
具有蒼玄王血統的女人通常會送往縹家成為巫女，如果沒有才能的話就會被縹家安排和適合的貴族結婚。
小璃櫻說，縹家似乎幾年便會出生一次擁有長生不老之能的人。其父縹璃櫻正是其中之一。
曾經囚禁紅仙‧薔薇公主來提升有異能之女的出生率，但自從邵可帶走了她，現在擁有特異能力的女性出生率持續下降。
縹家第一代宗主‧苍瑶姬是彩雲國初代國王‧蒼玄王之妹，因而擁有緊急時刻能取代紫家成為王的權利。
現任宗主是縹璃櫻，但主權掌握在大女巫縹琉花手上。
家徽是「月下彩雲」。其中只有宗主才可配戴花紋為滿月的家徽。
「月蝕金環」為大巫女的象徵。
裝束上的主要颜色為蒼色（淡紫色）。
不論在任何情況下（例如造反，正常情況要誅九族），都被准許保有直系血統的門第，並享有治外法權。

### 輔助家族（もんけすじ）/四門家（はちもんけ）
日文原文漢字寫作「門家筋」。支持、幫助彩八家，個別使之繁榮的輔助者，而那功績被特別予以承認的一族被如此稱呼著。
隨著時代的輪轉，那些人也會更換，但仍被視作僅次與彩七家以及縹家的名門世家。
其中有地位的輔助家族被稱呼為「○門四家」。

#### 旺家（おうけ）
紫門四家之一。
目前既知倖存者為旺季，有血緣關係者為其孫小璃櫻。

#### 葵家（きけ）
舊紫門四家之一。
擅長吹龍笛的一族，因為集結偽證和誣告之事，而遭到滅門。葵皇毅是唯一的倖存者。

#### 歐陽家（おうようけ）
碧門四家之一。

#### 陸家（りくけ）
舊紫門四家之一。
繼任者有戴上銀手鐲的習慣。
現在，由於陸清雅戴著銀手鐲而知曉他是下一任宗主。

#### 司馬家（しばけ）
藍門之首，擅長武藝，和姬家同為兵書上的常客。
家訓為「深藏不露」，意思是並不是誇示自身的強大，而是以隱藏實力為榮。

#### 姬家（きけ）
紅門之首，被稱為「紅家的頭腦」，軍師一族。用盡背叛、欺騙、利用等手段的世上罕見惡黨一族。和司馬家同為兵書上的常客。
姬家當主被稱為「鳳麟」，擁有僅次於紅家宗主的地位。（鳳麟和龍蓮的存在相同，有時連百年都不見得出現一次）
已被先王所殲滅(曾經有求救於紅家,但是當時的宗主不理,下任宗主紅黎深也棄之於不顧,因此而滅亡)，唯一的倖存者是鄭悠舜。(他就是當代的"姬鳳麟")

#### 孫家（そんけ）
黑門四家之一。
兵部尚書孫陵王曾向秀麗表示自己不是「黑門孫家」的人(事實上則是黑門孫家的"劍聖")。

#### 羽家（うけ）
縹家一門。

#### 管家(かんけ)
為在黑白兩州擁有龐大勢力的黑道家族。管飛翔為統領的兒子。

#### 閭家
黃門四家之一。為彩雲國最有錢的家族，被稱之為"黃家的掌櫃"。

### 其他

#### 禁色（きんじき）
紫色，是只有王族衣服能使用的顏色。

#### 準禁色（じゅんきんじき）
彩七家的家名之七色除各家直系之人以外，不可穿著使用的基本色。
但，直到分發單位決定為止的進士穿著的官服，由於不為任何地方所屬，因此以純白之色意味著無位無官。
本來白也是準禁色之一，但由於白家是武藝比政事方面優秀的一族，因此似乎絲毫不以為意，大方地欣然允諾以白色用於進士服之事。

#### 家徽（ちょくもん）
准許直系血統以及其直系親族可以擁有、佩帶的家徽。
在各家都是如此。

## 朝廷組織

### 朝廷三師（ちょうていさんし）
太師、太傅、太保合稱朝廷三師。名譽職，為王的老師。原本太師為霄瑤璇，太傅為宋隼凱，太保為茶鴛洵。在茶鴛洵死後，太保之位為空缺狀態。

### 四省（よんしょう）
四省分別為門下省、尚書省、中書省、仙洞省。
- 門下省（もんかしょう）
職責是審議國王提出的議案並給予適當的意見，即審議封駁。
貴族派二大巢穴之一。
即使是副官的地位也比六部尚書還要高。
現在的長官（侍中）是旺季，副官（黃門侍郎）是凌晏樹。
- 尚書省（しょうしょしょう）
六部之屬，意即尚書省統領其下六部。
尚書令（宰相）是鄭悠舜。
- 中書省（ちゅうしょしょう）
擔任王室的秘書的工作。與國王商討議案並製作文件。
中書省要職因人手不足，到目前仍然是空缺。
- 仙洞省（せんとうしょう）
研究彩雲國的歷史（主要為彩八仙）的省。
以少數人所組成，其中大部分都是彩八仙的研究人員。
據說為彩八仙所居住並被稱為家的仙洞宮，為仙洞省的管轄。
其他如舉行占卜、天文學、王位的授予和即位儀式等等，也擔任寶劍的干將、莫邪的管理。
令君（長官）必須是縹家的人。
為此，通常為空缺或非常駐的職位。
令君是リオウ（璃櫻）、令尹是羽羽。
而且令君能自由出入御史台。

### 六部（りくぶ）
位於尚書省之下，分別為吏部、戶部、禮部、兵部、刑部、工部。
- 吏部（りぶ）
負責人事。
被分配到這裡的，因為有八成的人們人格被改造，所以被稱為「惡鬼巢穴的吏部」。
不過，殘餘的二成原本就是惡鬼。
現任尚書是紅黎深，侍郎是李絳攸。
還有為了作人事議定的蒙面官吏，那一人即是楊修。
蒙面官吏，為直截了當的高度能力而被要求出任，被賦予吏部侍郎的可能性之最高官職。
在小說第十三集中，紅黎深辭去尚書職位，而李絳攸則降職為小官。
在小說第十四集中，楊修升為侍郎，尚書位置暫時空缺。
- 戶部（こぶ）
負責財政。
其由於用人程度兇猛粗暴、嚴厲，與吏部並列被稱為「魔鬼戶部」。
也負責寶物的管理。
現任尚書是黃奇人，侍郎是景柚梨。
- 禮部（れいぶ）
負責國試。
也舉行進士的研習。
管轄博士、學士。
前任尚書為蔡尚書、現任尚書是魯尚書（名字皆未詳）。
- 兵部（ひょうぶ）
掌管軍隊。
握有武官的任命權。
現任尚書是孫陵王。
- 刑部（けいぶ）
負責關於犯罪的刑罰等。
現任尚書是來俊臣。
- 工部（こうぶ）
負責土木建築工程、醫療。
管轄主要的藥師、在職醫師的太常寺大醫署。
管尚書成為尚書以來，被移任到工部的官吏都必須和管尚書比酒，是不會喝酒的官吏的恐怖之事。
現任尚書是管飛翔，侍郎是歐陽玉。

### 一台（いちだい）
- 御史台（ぎょしだい）
掌管監察，具有獨自的搜查權和捕獲權的公安機構（官吏專門的監查）。
那機動力，是連國王都會咋舌的程度。
由於監查的內定，有蒙面官吏。
構成人員的一大半被貴族派佔領了，是否存在著公正有若干的疑問。
貴族派二大巢穴之一。
長官在身份上是六部尚書之上，正三品上。
印章是旭日桐花的紋樣。
現任長官是葵皇毅。
監察御史有陸清雅以及紅秀麗，後來狸狸也被葵皇毅升職為正式監察御史

### 九寺（きゅうじ）
- 鴻臚寺（こうろじ）
- 太常寺（たいじょうじ）
- 司農寺（しのうじ）
- 大理寺（だいりじ）

### 二府（にふ）
- 太子府（たいしふ）
不明。

### 禁軍（きんぐん）
- 羽林軍（うりんぐん）
王的近衛，禁軍。
有左右兩軍。
左羽林軍將軍為黑燿世、右羽林軍將軍為白雷炎。
宮中戒備是主要的工作。
貴族出身的人也多，不過皆奉行實力主義。

### 其他組織
- 翰林院圖畫局（かんりんいんずがきょく）
管理書和繪畫等。
長官引退之後現在是空缺之位。
- 十六衛（じゅうろくえ）
靜蘭以前所屬的部署。
以能定時回家（= 吃秀麗做的晚飯）的這種理由，在這裡做著米倉門衛。
- 秘書省（ひしょしょう）
分支在四省之外的獨立機關。
府庫也是秘書省的管轄。
- 內侍省（ないじしょう）
負責管理後宮的機關。
- 殿中省（でんちゅうしょう）
不明。

## 官位
- 朝廷三師（ちょうていさんし）
三師所指為太師、太傅、太保。作為王的教導角色和諮詢顧問的名譽職之職稱。
- 尚書令（しょうしょれい）
- 尚書（しょうしょ）
- 侍郎（じろう）
- 施政官（しせいかん）
- 御史大夫（たいふ）
- 令君（れいくん）
- 令尹（れいいん）
- 進士（しんし）
- 州牧（しゅうぼく）
- 州尹（しゅういん）
- 太守（たいしゅ）
- 侍憧（じどう）
- 冗官（じょうかん）
- 正妃（せいひ）
皇后，與王一同階級。
- 貴妃（きひ）
正一品。
- 御史（ぎょし）
隸屬御史台的監察官。官位雖低但卻有能解任州牧的權利。
- 獄吏（ごくり）
監獄的官吏。
- 勅吏（ちょくり）
接受敕命的官吏。

## 制度‧政策
- 朝會（早朝）（ちょうぎ）
高官們的會議。
朝會每日開，國王也要出席。
- 俸祿（ほうろく）
為官吏的薪資，也是獎賞。
每年的狀元及第者，會被贈與年初最新鑄造的銀八十兩，兼具祈願與祝福之意。
- 鄭君十條（ていくんじゅうじょう）
紫劉輝治世的基本理念。
為悠舜接任宰相（尚書令）時，紫劉輝讓他訂下的約定。

## 項目
- 御賜之花（かしのはな）
接受的話，就意味著對國王打從心底宣示忠誠。
是國王的絕對的信賴的證據，且被贈送者無關乎官職高低，對朝廷百官來說是最大的榮譽。
劉輝賜予絳攸和楸瑛「紫花菖蒲」（菖蒲代表信賴，而因其花的花瓣尖銳，亦有劍王之花的意思，紫色亦即守護王之花，即守護秀麗）、賜予秀麗和影月「蓓蕾」（代表無限的可能性與希望，當蓓蕾順利綻放時，會賜予正式的花）。
先王賜予茶太保「菊花」（代表高貴、高潔、高尚），賜予宋太傅「瑞香花」（代表光榮與不朽）。
- 玉佩（はいぎょく）
表示身分地位的裝飾品。
- 冠（かんむり）
裝戴在官吏頭上的頭飾。
顯示身分以及所屬官位。
穿著禮服（正裝）、非正式禮服（準正裝）時必須戴冠。
- 紫徽印信(紋印)（おうけのもんいん）；紫氏家徽(紋印)（ししのもんいん）（前者為動畫說法／後者為小說寫法）
被押上此印的文件，只要上好封蠟，任何人均不得開啟，並可以最速件直接送交給國王。
被視為最機密文件，能拆封者除國王外，只有三師以及宰相可以開啟。
- 宗主印信（とうしゅいん）
彩七家的現任宗主擁有的印信。
以戒指的形式呈現。
- 州牧官印（しゅうぼくいん）
州牧擁有的官印。
當州牧不在時也有州尹收存代為簽印的情況。
- 鳳麟印信（ほうりんいん）
紅門姬家使用的印信，為碧寶製作出來的。
- 木簡（もっかん）
證明通行證或考證等身份的東西；例如藍龍蓮所持有的「雙龍蓮泉」，秀麗在前往茶州時所持有的「鴛鴦彩花」。
- 七彩夜光漆（しちさいやこうとりょう）
能發出七彩光芒的夜光性顏料，屬於無價之寶。
由紅家直轄的商家研發成功並獨佔市場，但紅家現任宗主以及宗主代理人卻以保護秀麗為條件，讓渡七彩夜光漆的製造方法以及延伸權利給全商聯。
- 華真的醫書（かしんのいがくしょ）
收藏存放在茶州的研究機關（學舍）內，有益於醫學的發展。
為奠定茶州醫學的基礎。
- 干將（かんしょう）
王家的寶劍。
縹家的一對夫婦以同一塊礦石做出的雙子劍其之一。
擁有男子的性格。
為了讓干將達到一定程度的實力。
現在為靜蘭所持有。
劍名的由來取自吳國的名刀匠夫婦的干將（夫名）。
- 莫邪（ばくや）
王家的寶劍。
縹家的一對夫婦以同一塊礦石做出的雙子劍其之一。
擁有女子的性格。
現在為劉輝所持有。
劍名的由來取自吳國的名刀匠夫婦的莫邪（妻名）。
- 黔礦石（くろむこうせき）
茶州的怪病事件柴凜為做供人體解剖使用的手術刀時，於石榮村發現的礦石。
被石榮村的村民視為沒有用處的廢石，但其實是可以高價作買賣的夢幻礦石。
在茶州的怪病事件完結後，被長期使用在醫療專用的刀物、器材上。
多虧了這礦石的盛產，以及石榮村礦工的堅持不做武器商人的高價買賣，只供醫療上使用，因此茶州的醫療技術特別進步。
- 茅炎白酒（ちえんはくしゅ）
在白州歸山地區，以全國酒精濃度最高的酒製造而成。
是一口就足以讓任何一個大男人不省人事（醉倒）的烈酒。
在與工部的管尚書比酒時，秀麗喝光了大量倒入大酒杯的茅炎白酒。
這個插曲在朝廷內成為傳說。
- 乾坤圈（けんこんけん）
像圓月輪（チャクラム）般的武器。
為珠翠使用的武器。
- 方天戟（ほうてんげき）
呈現著像鉾形那樣、新月形的刀附加在兩側（或單側）的武器。
為司馬迅使用的武器。
- 神器
彩雲國的神器有十二件。
八州與縹家各自供奉了一件神器。
九彩江寶鏡山的寶鏡是其中一件，被邵可所打破，碧歌梨已接下寶鏡的重製任務，此寶鏡必須融合靈魂製造，因此代表碧歌梨將會在製造寶鏡後死亡。
碧州所供奉的是「羿之神弓」（暫譯），後來神弓被從正中一折兩半，因被毀而引起了一瞬間的強烈地震，連貴陽也感受到，情況更勝九彩江的寶鏡被破壞之時。

## 通稱／用語
- 雙花菖蒲
之後的歷史所殘存之銘言。
紫劉輝賜李絳攸和藍楸瑛菖浦，菖浦和王室皆為紫色，同時菖浦也有保護王之花（秀麗）之意。因為只賜兩人菖浦，而被稱為雙花。
藍楸瑛已和藍家斷絕關係，李絳攸在養父黎深和王中選擇了王，兩人都對劉輝宣示絕對的忠誠。
- 武有藍茈，文有李紅
之後的歷史所殘存之銘言。
人們認為武官方面有藍楸瑛和茈靜蘭，文官方面則有李絳攸和紅秀麗表現優秀之意。
- 紅花馭雙玉
之後的歷史所殘存之銘言。
如同具有「王之雙花昌蒲」別名的李絳攸和藍楸瑛，在文武方面皆出類拔萃的茈靜蘭和浪燕青，一生之中只願對紅秀麗發誓真正的忠誠，心甘情願、忠心追隨著她。
- 國之寶劍宋將軍，國之頭腦霄宰相，國之忠貞茶大臣
先王的銘言。
現在的宋太傅、霄太師、茶太保（已亡故）在先王治世時期，因其功績、表現而被視為無可替代的存在。
- 最盛世
指劉輝治世時期。
元號為「上治」。
- 四大神樂
指紅家的「琵琶」、藍家的「龍笛」、縹家的「二胡」、王家的「琴中之琴」。
祭典時常使用的樂器。
- 朝廷所懼怕的二大代名詞
此指「戶部尚書的面具之下」和「吏部尚書的未處理工作」。
- 惡夢國試組
此指詳情請參照黃奇人（鳳珠）和同年國試及第的官吏。
除鳳珠外及第的人為紅黎深、管飛翔、鄭悠舜、姜文仲、來俊臣、劉志美等人。
由於是不為鳳珠的美貌所動搖而及第者們，能吏很多，並且現在大多數都作為高官而支持著朝廷。
但是，在那同時鳳珠之名也改為奇人（意為奇怪之人），且此事也沒人加以否定。
和秀麗他們、絳攸他們及第那年相同，這一年的上位者採取特別措施，不實行吏部考試，留置朝廷進行觀察。
那個時候，黎深是打掃馬廄，鳳珠在廚房洗碗盤。
指導官是魯禮部官。（現官位上調為禮部尚書）
『惡夢國試組』的「惡夢」是形容「國試」還是「國試組」，似乎是因人而解。
惡夢國試組曾在悠舜到茶州前立下約定，要在悠舜回到中央前各就各位。但黎深最後沒有選擇悠舜，象徵了國試組等人的變化與破裂……
有關『惡夢之國試』，詳情請參照黃奇人。
- 被詛咒的第十三號宿舍
會試的時候藍龍蓮最初住宿的宿舍被如此稱呼。
由於無法忍受龍蓮的笛子和其怪異理由的發言，因而不能夠集中精神的考生陸續出現精神錯亂，又接連不斷發生考官陸續提出辭呈之事。
藍龍蓮本人沒有自覺。
- 惡鬼巢穴
此指吏部。
- 紅杜府邸
此指茶州州牧府邸。
因為是紅秀麗和杜影月，而被稱為二州牧府邸。
由於燕青擔任州牧時幾乎沒有使用，所以被附近的小孩們給鬼屋化拿來試膽了。
- 菊公館
座落在金華，從前為茶鴛洵的別館。
茶家前任宗主的茶鴛洵從先王那被御賜了菊花，因而擁有此「菊」之別名。

## 別名
- 茶州禿鷹（さしゅうのはげたか）
茶州峯盧山上居住的義賊。第一任頭目為北斗。現任頭目是翔琳、手下為曜春。
- 小旋風（しょうせんぷう） 
「殺刃賊」中茈靜蘭的別稱。詳情請參照茈靜蘭。
- 小棍王（しょうこんおう）
「殺刃賊」中浪燕青的別稱。詳情請參照浪燕青。
- 魁斗（かいと）
「風之狼」中紅邵可的別稱。詳情請參照紅邵可。
- 詩仙（しせん）
茗茜子（めい せんし）的別稱。
- 醫仙（いせん）
葉棕庚的別稱。
- 神醫（いしん）
華娜的別稱。
- 醫仙的寵兒（いせんのいとしご）
華真的別稱。
- 琵琶姬（びわひめ）
紅玉環的別稱。彈奏琵琶之技出神入化而得名。詳情請參照紅玉環。
- 雙花菖蒲（そうかしょうぶ）
李絳攸和藍楸瑛的別稱。兩人曾接受劉輝所賜的花。詳情請參照李絳攸、藍楸瑛。
- 紅花（こうか）、紅家直系長千金（こうけちょっけいちょうき）
紅秀麗的別稱。
有著紅家千金的意義。詳情請參照紅秀麗。
- 理性如銅牆鐵壁（てっぺきのりせい）
李絳攸的別稱。詳情請參照李絳攸。
- 冰長官（こおりのちょうかん）
紅黎深的別稱。「伶俐冷靜冷酷無情」形容詞的總稱。「長官」意指吏部尚書。詳情請參照紅黎深。
- 碧幽谷（へき ゆうこく）
碧歌梨的雅號。詳情請參照碧歌梨。
- 隼（しゅん）
司馬迅的別稱。
- 昏君（ばかとの）
劉輝的別稱。詳情請參照紫劉輝。
- 三太（さんた）
王慶張的乳名。
王商家的三公子。
將自製的酒當作求婚禮，最後還是讓秀麗給拒絕了。
在茶州事件之後，到茶州去研究醫用酒類的開發人員。
- 紅男（あかお）
姜文仲對紅黎深的稱呼。
- 一寸爺爺（いっすんじぃさん）
小璃櫻對羽羽的稱呼。

## 其他

### 二胡的曲名
- 東湘記
茶朔洵（琳千夜）幫秀麗出錢買下一把二胡時，要秀麗所奏出的五首曲子之一。
曲名出自於元曲的代表作西廂記。

- 鴦鴦傳
茶朔洵（琳千夜）幫秀麗出錢買下一把二胡時，要秀麗所奏出的五首曲子之一。
曲名出自於唐代小說傳奇小說、西廂記的原作鶯鶯傳。

- 彩宮秋
茶朔洵（琳千夜）幫秀麗出錢買下一把二胡時，要秀麗所奏出的五首曲子之一。
曲名出自於元曲的代表作漢宮秋。

- 琵琶記
茶朔洵（琳千夜）幫秀麗出錢買下一把二胡時，要秀麗所奏出的五首曲子之一。
曲名出自於元曲的代表作琵琶記。

- 蒼瑤姫
茶朔洵（琳千夜）幫秀麗出錢買下一把二胡時，要秀麗所奏出的五首曲子之一。
曲名和蒼玄王的妹妹、縹家第一代宗主的名字相同。

- 薔薇姬
小說第十二集中，秀麗在前往藍州的旅途中，於船上想到劉輝時所演奏的曲子

- 蘇芳
小說第十集中，秀麗被貶為冗官時為榛蘇芳演奏的曲子。
此曲為描寫一對身分懸殊的戀人故事，蘇芳的名字就是來自於此，在秀麗用二胡演奏過後，葵皇毅也曾用葵家的傳家之寶——龍笛演奏過。

### 龍蓮作曲的曲名
- 邵可府邸自給自足．白色聚會篇
由邵可府中所種的蘿蔔、大頭菜、蔥所得到的靈感而完成的即興曲。
- 勇氣百倍曲
在龍眠山時，龍蓮為了鼓舞楸瑛而作的即興曲。